# Božidar Kavran
Božidar Kavran (Zagreb, 22. rujna 1913. – Zagreb, ?) bio je ustaški pukovnik, a po struci magistar farmacije.

## Životopis
Gimnaziju je završio 1932. godine. Od 1935. godine aktivan je u kulturno akademskom društvu "August Šenoa" (osnovanom 1932. godine), najpoznatijem hrvatskom studentskom nacionalističkom društvu u Kraljevini Jugoslaviji. Na studiju farmacije diplomirao je 1939. godine. Kao istaknutom članu KAD-a "August Šenoa", čije je članove policija Kraljevine Jugoslavije zatvarala i mučila, Kavranu su, odmah poslije uspostave NDH povjerene odgovorne dužnosti. U svibnju 1943. Ante Pavelić ga je imenovao upravnim zapovjednikom svih ustaša i zamjenikom postrojnika za sve ustaške organizacije. Na tim dužnostima rukovodio je djelatnošću ustaških organizacija NDH. Otišao je u inozemstvo 7. svibnja 1945. (britanska vojska ga kao civila nije izručila partizanima). Ondje je pomagao hrvatskim izbjeglicama pa je tako, primjerice za Dolores Bracanović i još neke organizirao odlazak u Italiju, našavši im vodiče, jer su ih tražile jugoslavenske vlasti. Uskoro se vratio u Hrvatsku 3. srpnja 1948. kao glavni organizator naoružane grupe od 96 povratnika u akciji 10. travnja, no UDBA ga je uhitila i osuđen je na smrt vješanjem, trajni gubitak svih građanskih prava i konfiskaciju cjelokupne imovine. Komunističke vlasti kao službeni datum smrti navode 31. kolovoza 1948., no supruga Zlata posjetila ga je u zatvoru nakon što su nju pustili iz zatvora 3. rujna 1948. Točan datum smrti do danas nije poznat, isto kao ni u slučaju Andrije Hebranga.

## Citati
- Na grobovima narodnih žrtava, a napose branitelja domovine, ne plače se. Na njihovim grobovima crpi se nova snaga za nastavak narodne borbe. (1948.)